# Michael Ehret

Michael Ehret

Michael Ehret (* 5. Februar 1969 in Basel) ist ein deutscher Jazz-Schlagzeuger und Autor.

## Werdegang
Ehret – Sohn der Opernsängerin Eva Hildebrandt – erhielt ab dem zehnten Lebensjahr klassischen Klavierunterricht und dann eine klassische Schlagzeugausbildung beim Philharmonischen Orchester der Stadt Freiburg im Breisgau. Er belegte Meisterkurse bei Michael Küttner, John Stanley Marshall, Wolfgang Haffner und Jeff Hamilton.
Ehret studierte zunächst Politikwissenschaft und Ethnologie in Marburg, bevor er sich (nach einem ersten Preis im hessischen Wettbewerb Jugend jazzt 1993 und der Mitgliedschaft im LandesjugendJazzOrchester Hessen) für die Laufbahn als Profimusiker entschied. Seit 1996 arbeitet Ehret als Schlagzeuger und Komponist für den deutschen Komiker Martin Schneider. 1997 co-produzierte er dessen Debüt-CD „Aschebeschär“ und trat mit ihm von 1998 bis 2007 auf zahlreichen Tourneen und bei Fernsehsendungen auf. Von 1999 bis 2004 spielte er im Quartett um den Hammond-Organisten Klaus Göbel und den Jazzgitarristen Michael Sagmeister (Bass: Thomas Heidepriem). Die Klaus Göbel Group spielte im Jahr 2000 die – von der Fachpresse zur Orgelplatte des Jahres gekürte – CD „Finally Back Home“ ein.
Im Jahr 2005 wurde Ehret festes Mitglied der Barrelhouse Jazzband. Mit dem Ensemble bereiste er Festivals in China, Libyen, Deutschland, Italien, Schweiz, Österreich, Holland, Frankreich, Tunesien, Türkei, Tschechien, Polen und Finnland und begleitete dabei u. a. die Jazz-Solisten Scott Hamilton, Red Holloway, Leroy Jones, Dan Barrett, Miles Griffith, Gene „Mighty Flea“ Conners, Rod Mason, Tanya Boutté und Lucien Barbarin. Auf der 40. Internationalen Jazzwoche Burghausen gastierte die Barrelhouse Jazzband im März 2009 gemeinsam mit der US-amerikanischen Vokalgruppe Manhattan Transfer für eine Fernsehproduktion des Bayerischen Rundfunks (BR).
Joe Wulf holte ihn Ende 2014 als festes Mitglied in seine Band Joe Wulf & the Gentlemen of Swing. Auf weiteren Konzerten spielte er außerdem u. a. mit Kevin Mahogany, Thilo Wagner, Evan Christopher, Eden Brent, Duke Heitger, Tony Lakatos, Engelbert Wrobel, Christof Sänger, Brenda Boykin, Denise Gordon, Scotty Barnhart, Matt Perrine, Dirk Raufeisen, Lindy Huppertsberg, Thomas Siffling, Little Willie Littlefield, Jesse Jones Jr., Joan Faulkner, Movin’ Melvin Brown, Albert Mangelsdorff und Guildo Horn zusammen.
Ehret ist Autor zahlreicher nationaler und internationaler Fachartikel zum Leben und Werk von Stan Laurel und Oliver Hardy und Mitarbeiter der ZDF/ARTE-Dokumentationen „Laurel & Hardy: Die komische Liebesgeschichte von Dick und Doof“ (2011), „Hollywoods Spaßfabrik: Als die Bilder lachen lernten“ (2014) sowie „Harold Lloyd: Hollywoods zeitloses Comedy-Genie“ (2017), alle unter der Regie von Andreas Baum. 2024 veröffentlichte er zusammen mit dem Autor Andreas Baum und unter Mitarbeit des deutschen Grafikers Axel Schuldes im FunFactoryFilms-Verlag den Bildband über das Leben und Werk des berühmten Komiker-Duos Stan Laurel und Oliver Hardy („Dick & Doof“), Laurel and Hardy: A True Love Story: The Pictorial History of Stand & Ollie: Their Life and Work (Vol. 1) inklusive DVD und mit über 500 Seiten sowie zahlreichen Essays internationaler Laurel- &- Hardy-Experten. Weiterhin ist er Autor der Bücher „Spot On! An Audiovisual Account of Laurel & Hardy's 1952 British Tour“ und „60 Jahre Barrelhouse Jazzband: Living the Music.“
In den Jahren 2004 und 2005 war Ehret Lehrbeauftragter an der Hochschule für Musik und Darstellende Kunst in Frankfurt am Main. Er lebt in Marburg an der Lahn, wo er seit 1994 als Schlagzeugdozent im Fachbereich Rock-Pop-Jazz an der Musikschule tätig ist. Außerdem widmet er sich der Malerei.

## Auszeichnungen
Im Jahr 1992 erhielt er den 1. Preis beim 2. Landeswettbewerb Jugend jazzt in Hessen, und im Jahr 1994 den 2. Preis beim hessischen Landesrockwettbewerb. „Swinging Hamburg“; die Gesellschaft zur Förderung des traditionellen Jazz in Hamburg, verlieh der Frankfurter Barrelhouse Jazzband im Jahr 2013 den „Louis Armstrong Gedächtnispreis“.

## Diskographie (Auswahl)
- 1993 – Quadradd: Night in Siberia
- 1997 – Back to the 50's: Live
- 1998 – Sounds of Saba: Tizita
- 2000 – Klaus Göbel & Michael Sagmeister: Finally Back Home
- 2005 – Jazz X-Change: Well You Needn’t
- 2008 – Angela Brown, Jan Luley & Barrelhouse Jazzband: God Has Smiled On Me
- 2011 – Circle of Swing (Vol. 1): Hello Brenda (mit Roman Klöcker, Brenda Boykin, Tony Lakatos, Jesse Jones Jr., Christoph Aupperle, Christof Sänger, Thilo Wagner, Matt Perrine, Martin Gjakonovski)[9]
- 2017 – Joe Wulf & The Gentlemen of Swing: 25 Years: Silver Jubilee Stomp
- 2019 – Barrelhouse Jazzband & Joan Faulkner: 66 Jahre ... jetzt erst recht!
- 2021 – Martin Schneider: Maddin Swingt!
- 2023 – Barrelhouse Jazzband: 70 Jahre: Forever New!